# The Edge of Glory
Singles de Lady Gaga
Judas Yoü and I
Pistes de Born This Way
Yoü and I
The Edge of Glory est une chanson de la chanteuse américaine Lady Gaga, issue de son troisième album studio Born This Way. Écrite et produite par Gaga, Fernando Garibay et DJ White Shadow, la chanson est sortie dans le monde en format numérique et en mainstream radio play le 9 mai 2011, et est le troisième single de l'album.
La chanson contient plusieurs éléments de rock électronique et de dance-pop. La chanson utilise également des synthétiseurs dans un style influencé par le smooth jazz, et comprend un solo de saxophone. La partie solo a été interprétée par le  saxophoniste Clarence Clemons, un membre du groupe E Street Band. La chanson s'inspire en partie du décès du grand-père de Gaga, mort en 2010. La chanson rappelle la musique pop contemporaine des années 1980 et 1990.

## Développement et sortie
The Edge of Glory a été écrite et produite par Lady Gaga, Fernando Garibay et DJ White Shadow. Les origines de la chanson ont été révélées en janvier 2011, quand Gaga a dévoilé aux fans un aperçu des paroles. Stephen Hill, du Music Programming VP de BET, a suivi la chanson du regard sous la forme d'un tweet. Hill a défini la chanson de « folle » et de « phénoménale » à sa première écoute.
La chanson est diffusée pour la première fois sur la station de radio américaine Kiss le 9 mai 2011, et disponible une heure plus tard sur l'iTunes Store, lors du lancement du « Countdown to Born This Way », le compte à rebours avant la sortie de l'album. Le deuxième single promotionnel de l'album, Hair, est également annoncé pour le 16 mai.
À la suite du succès du morceau sur iTunes, la chanson se classant numéro 1 dans plusieurs pays au bout de quelques heures seulement, The Edge of Glory est annoncé le 9 mai 2011 comme le troisième single de l'album. Sa diffusion en radio est prévue à partir du 17 mai.
La star annonce sur son compte Twitter que le clip, dirigé par Joseph Kahn, de cette chanson sera diffusé à 20h sur la chaîne américaine Fox 20 le jeudi 16 juin 2011.

## Composition
The Edge of Glory est une chanson aux influences dance-pop et electropop[réf. nécessaire]. La chanson utilise également des synthétiseurs dans un lourd style influencé de smooth jazz, et une partie solo de saxophone[réf. nécessaire], une première pour une chanson de Lady Gaga.

## Accueil de la critique
Thierry Dague du journal Le Parisien donne une critique positive de la chanson. Il écrit que « Les radios et les dance-floors ne résisteront pas longtemps à The Edge of Glory et son saxo tout droit sorti des années 1980 ».

## Vidéoclip
Le clip vidéo de The Edge of Glory a été tourné les 28 et 29 mai et est sorti la nuit du jeudi 16 juin et du vendredi suivant. Il a été dévoilé à l'émission So You Think You Can Dance à 8pm ET, selon son Twitter.
Dans le clip, elle oublie ses implants sur son visage, comme dans son clip Born This Way. Le lieu fait très new-yorkais et rappelle exactement les immeubles de cette ville, où la chanteuse est née. Ainsi le clip est aussi un clin d'œil à ses origines. Il nous présente une Lady Gaga solitaire et indifférente, qui danse dans les rues typiques de New York. D'ailleurs, vers le milieu du clip, elle embrasse le trottoir, ce qui peut être interprété comme un signe d'amour et de soumission à la ville[non neutre]. Elle est aux côtés du saxophoniste Clarence Clemons, qui est mort quelques jours après la sortie du clip à la suite d'un accident vasculaire cérébral. Seulement, il n'y a personne d'autre dans le clip, et donc aucune chorégraphie collective. L'artiste est baignée dans des lumières bleues et roses, et aborde des vêtements en cuir assez sobres. Il n'y a pas d'ordre chronologique particulier, contrairement à Judas. Aussi, sa perruque et son maquillage noir et blancs accentuent la simplicité du clip, très années 80[style à revoir].
Les critiques sont donc très partagées[réf. nécessaire] concernant ce clip. Beaucoup d'internautes affirment[non neutre] que la chanson est rythmée, mais que le clip est décevant.

## Crédits
| - Lady Gaga – Chœurs, chant - Lady Gaga, Fernando Garibay, Paul Blair - Écriture | - Lady Gaga, DJ White Shadow - Production |

Crédits extraits des lignes de note de la pochette album de Born his Way Streamline, Interscope Records, Kon Live.

## Liste des pistes
- Téléchargement Digital[13]

1. The Edge of Glory – 5:20

- Allemagne CD single

1. The Edge of Glory (Radio Edit) – 4:20
2. The Edge of Glory (Cahill Club Mix) – 7:26

- The Edge of Glory – The Remixes

1. The Edge of Glory (Sultan & Ned Shepard Remix) – 6:34
2. The Edge of Glory (Funkagenda Remix) – 7:53
3. The Edge of Glory (Bare Noize Remix) – 3:48
4. The Edge of Glory (Porter Robinson Remix) – 6:40
5. The Edge of Glory (Cahill Club Remix) – 7:27
6. The Edge of Glory (Foster The People Remix) – 6:10

## Classement et certifications
| Classement (2011)                 | Meilleure position |
| --------------------------------- | ------------------ |
| Australie Singles Chart           | 2                  |
| Autriche Singles Chart            | 3                  |
| Belgique Singles Chart (Flandre)  | 6                  |
| Belgique Singles Chart (Wallonie) | 2                  |
| Canada Hot 100                    | 3                  |
| République tchèque Airplay Chart  | 7                  |
| Danemark Singles Chart            | 8                  |
| Pays-Bas Top 40                   | 36                 |
| Finlande Singles Chart            | 14                 |
| France Singles Chart              | 7                  |
| Allemagne Singles Chart           | 3                  |
| Hongrie Singles Chart             | 6                  |
| Irlande Singles Chart             | 4                  |
| Italie Singles Chart              | 2                  |
| Japon Hot 100                     | 8                  |
| Nouvelle-Zélande Singles Chart    | 3                  |
| Norvège Norwegian Singles Chart   | 2                  |
| Écosse Singles Chart              | 2                  |
| Slovaquie Airplay Chart           | 1                  |
| Corée du Sud Gaon Chart           | 1                  |
| Espagne Singles Chart.            | 5                  |
| Suède Singles Chart               | 19                 |
| Suisse Singles Chart              | 10                 |
| Royaume-Uni Singles Chart         | 6                  |
| États-Unis Billboard Hot 100      | 3                  |
| États-Unis Adult Contemporary     | 7                  |
| États-Unis Adult Pop Songs        | 2                  |
| États-Unis Hot Dance Club Songs   | 1                  |
| États-Unis Latin Pop Songs        | 23                 |
| États-Unis Pop Songs              | 3                  |

| Pays                     | Certification | Ventes certifiées |
| ------------------------ | ------------- | ----------------- |
| Australie (ARIA)         | 2 × Platine   | 140 000           |
| Danemark (IFPI)          | Or            | 15 000            |
| États-Unis               | 4 × Platine   | 4 000 000         |
| Italie (FIMI)            | Platine       | 30 000            |
| Japon (RIAJ)             | Or            | 100 000           |
| Nouvelle-Zélande (RIANZ) | Or            | 7 500             |
| Suède (GLF)              | Platine       | 40 000            |
| Suisse (IFPI)            | Or            | 15 000            |
| Royaume-Uni (BPI)        | Platine       | 600 000           |
|                          |               |                   |

| Classement (2011)               | Position |
| ------------------------------- | -------- |
| Canada Hot 100                  | 14       |
| Japon Hot 100                   | 36       |
| États-Unis Billboard Hot 100    | 29       |
| États-Unis Adult Contemporary   | 17       |
| États-Unis Adult Pop Songs      | 15       |
| États-Unis Hot Dance Club Songs | 37       |
| États-Unis Pop Songs            | 21       |

## Historique de sortie
| Pays         | Date            | Format                               |
| ------------ | --------------- | ------------------------------------ |
| États-Unis   | 9 mai 2011      | Digital download                     |
| Royaume-Uni  | 9 mai 2011      | Digital download                     |
| Corée du Sud | 10 mai 2011     | Digital download                     |
| Italie       | 13 mai 2011     | Airplay                              |
| Brésil       | 16 mai 2011     | Téléchargement Digital               |
| États-Unis   | 17 mai 2011     | Mainstream radio                     |
| Allemagne    | 8 juillet 2011  | CD single                            |
| Italie       | 12 juillet 2011 | CD single                            |
| États-Unis   | 12 juillet 2011 | Téléchargement Digital – The Remixes |
| Royaume-Uni  | 19 juillet 2011 | CD single                            |
| Pologne      | 22 juillet 2011 | CD single                            |
| Taïwan       | 22 juillet 2011 | CD single                            |